# Arman Yeremyan
Arman Yeremian (Erevan, 29 gennaio 1986) è un taekwondoka armeno.

## Palmarès
- Europei

Roma 2008: oro nei 78 kg.
Montreux 2016: argento negli 87 kg.